# Fotorecepcja
Fotorecepcja – ogół reakcji organizmu na jego stymulację przez światło.
U zwierząt jest to mechanizm odbierania informacji przekazywanych przez światło (długość fali, intensywność, modele czasowe, polaryzacja) i wykorzystywania ich do swoich potrzeb. Człowiek ma ograniczoną zdolność do odbierania bodźców świetlnych i reagowania na nie. U człowieka fotorecepcja polega na zmianach konfiguracji barwników – fotopigmentów (w tarczkach komórek fotoreceptorowych), pod wpływem światła padającego na siatkówkę. W przypadku rodopsyny pod wpływem światła retinal odłącza się od opsyny i przekształca się z 11-cis w formę trans, która może utrzymywać się samodzielnie. Opsyna natomiast podlega wieloetapowym przemianom, w wyniku których powstaje metarodopsyna I, a z niej metarodopsyna II. Metarodopsyna aktywuje transducynę, a ta aktywuje fosfodiesterazę, która unieczynnia cGMP. Wskutek powstałego niedoboru cGMP zamykają się kanały sodowe i jony Na+ przestają wnikać do komórki. Nadal jednak w błonie odcinka wewnętrznego funkcjonuje pompa sodowa, usuwająca z komórki jony Na+ – w efekcie dochodzi do hiperpolaryzacji błony pręcika.
U roślin podstawową reakcją fotorecepcyjną jest fotosynteza, od której jest zależny ich wzrost, rozwój oraz model reprodukcyjny dostosowany od corocznych, cyklicznych zmian dostępności światła słonecznego.